# Aspilota perai
Aspilota perai är en stekelart som beskrevs av Sergey A. Belokobylskij 2007. Aspilota perai ingår i släktet Aspilota och familjen bracksteklar. Inga underarter finns listade.